# غالين ستون
غالين ستون (بالإنجليزية: Galen Stone)‏ هو لاعب كرة قدم أمريكية أمريكي، ولد في 1 سبتمبر 1988 في شوارتز كريك في الولايات المتحدة.

## وصلات خارجية
- غالين ستون على موقع JustSportsStats.com (الإنجليزية)